# Sowjetische Gebirgsrepublik
Die Autonome Sowjetische Sozialistische Gebirgsrepublik (russisch Горская Автономная Советская Социалистическая Республика; Abk. GASSR) war eine autonome Teilrepublik innerhalb der RSFSR in der Sowjetunion. Sie war die Nachfolgerin der von den Sowjets eroberten Republik der Bergvölker. Nachfolgestaaten der GASSR wiederum waren die Kabardino-Balkarische ASSR, die Karatschajewo-Tscherkessische AO, die Tschetscheno-Inguschische ASSR sowie die Nordossetische ASSR.

## Geschichte

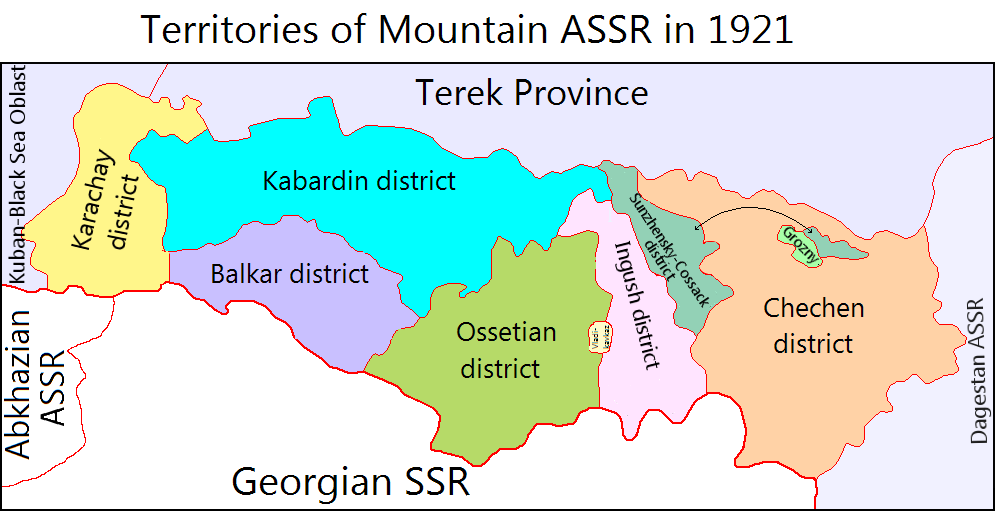
Die Nationalkreise v. l. n. r. der Karatschaier, Kabardiner, Balkaren, Osseten, Inguschen, Sunscha-Kosaken und Tschetschenen und die beiden Stadtkreise Wladikawkas (gelb) und Grosny.

Die sowjetische Gebirgsrepublik wurde am 20. Januar 1921 gegründet und umfasste zu dieser Zeit eine Fläche von mehr als 73.000 km². Die sieben Nationalkreise der GASSR hatten eine Bevölkerung von etwa 800.000 Einwohnern. Diese sieben Nationalkreise wurden zwischen den Jahren 1921 und 1924 zu autonomen Oblasten innerhalb der Republik, aus denen nach der Neugliederung deren Nachfolgerepubliken hervorgingen.
Schon 1921/22 war Kabardino-Balkarien abgetrennt worden (das Gebiet der Kabardiner am 1. September 1921, die Region der Balkaren am 16. Januar 1922). Nach mehreren weiteren Reorganisierungen umfasste die Gebirgsrepublik zuletzt nur noch die Gebiete der nördlichen Osseten und der Inguschen. Am 7. Juli 1924 wurde die GASSR aufgelöst, aus den einzelnen autonomen Oblasten entstanden aber erst 1934/36 autonome Teilrepubliken (Autonome Sozialistische Sowjetrepublik, ASSR).